# Miss Dundee et ses chiens savants
 (juillet 2025).
Pour plus de détails, voir Fiche technique et Distribution.
Miss Dundee et ses chiens savants est un film français réalisé par Alice Guy en 1902.

## Synopsis
Enregistrement d'un numéro de chiens savants présenté dans un music-hall parisien par Miss Dundee.

## Analyse
Un moment classique des numéros d'animaux savants est l'intervention de l'un d'entre eux — souvent le plus talentueux — qui feint la désobéissance ou la maladresse dans la réalisation d'un exercice. Le chien, chargé ici de cette partie, est vêtu d'un frac et lorsqu'il fait le mort, sa « veuve » (de la famille des canidés, s'entend) éplorée est habillée en grand deuil : ce moment anecdotique prend aujourd'hui valeur de document sur l'époque.

L'habit de scène de Miss Dundee est des plus chastes ; cependant, par la façon dont il souligne la taille et met en valeur des charmes suggérés, le film a conservé une dimension sexy qui devait être plus flagrante à l'époque.

## Fiche technique
- Titre : Miss Dundee et ses chiens savants
- Réalisation : Alice Guy
- Société de production : Société L. Gaumont et compagnie
- Pays de production :  France
- Genre : Numéro de music-hall
- Durée : 4 minutes
- Dates de sortie : 1902
- Licence : Domaine public

## Distribution
- Miss Dundee

## Autour du film
D'après IMDB, le numéro de Miss Dundee a été enregistré la même année par le cinéaste britannique Alf Collins dans Trained Dogs.

- Voir "Miss Dundee" blog : http://miss-dundee.blogspot.com/
- Voir "Miss Dundee" video : https://www.youtube.com/watch?v=0QMLcJgSOWM